# Epipedocera affinis
Epipedocera affinis là một loài bọ cánh cứng trong họ Cerambycidae.